# Veniamin Aleksandrov
Veniamin Veniaminovitsj Aleksandrov (Russisch: Вениамин Вениаминович Александров) (Moskou, 18 april 1937 - Moskou, 6 november 1981) was een Sovjet-Russisch ijshockeyer. 
Aleksandrov maakte 119 doelpunten in 161 interlands voor de IJshockeyploeg van de Sovjet-Unie.
Hij won tijdens de Olympische Winterspelen 1960 de bronzen medaille. Tijdens de Winterspelen van 1964 en 1968 won hij de gouden medaille. 
Aleksandrov werd van 1963 tot en met 1968 zesmaal wereldkampioen. De wereldkampioenschappen van 1964 en 1968 waren ook een olympisch toernooi. In de Olympische wedstrijden maakte hij zeventien doelpunten.
In het seizoen 1963 maakte hij voor HC CSKA Moskou 53 doelpunten, dat is tot op heden een record.